# Отдел исследований и анализа
Отдел исследований и анализа (хинди रिसर्च एंड एनालिसिस विंग, англ. Research and Analysis Wing, RAW или R&AW) — внешняя разведка Индии, созданная как самостоятельная организация в 1968 году. Основными функциями RAW являются внешняя разведка, борьба с терроризмом и тайные операции. Кроме того, она несёт ответственность за получение и анализ информации об иностранных правительствах, корпорациях, а также обеспечение безопасности ядерной программы Индии. Работает под контролем премьер-министра Индии.

## Функции
В настоящее время основные задачи RAW включают в себя:
- мониторинг ситуации в соседних странах, отслеживание факторов, которые имеют непосредственное отношение к национальной безопасности Индии и её внешней политике.
- формирование международного общественного мнения с помощью индийской диаспоры[1].

В 1960-х годах в связи с обострением советско-китайских отношений RAW также отслеживал ситуацию в СССР и КНР, а также их влияние на коммунистические организации в Индии. В связи с напряжёнными отношениями с Пакистаном, RAW отслеживал поставки военной техники в Пакистан из стран Европы, Америки и особенно из Китая.

## Организационная структура
Отдел исследований и анализа создавался с помощью ЦРУ. Организационная структура Отдела является предметом спекуляций СМИ, но краткая информация о ней доступна.
Должность директора Отдела на английском языке звучит как «Secretary (Research)». Как правило, директор Отдела проходит стажировку в спецслужбах США, Великобритании, а в последнее время — и в Израиле. Директор Отдела подчиняется премьер-министру Индии, на практике он чаще всего общается с Советником премьер-министра по национальной безопасности. Директор имеет двух заместителей, один из которых возглавляет Управление специальных операций, которое, в свою очередь, включает в себя территориальные подразделения: Зона 1 — Пакистан, Зона 2 — Китай и Юго-Восточная Азия, Зона 3 — Ближний Восток и Африка, Зона 4 — другие страны. Кроме того, этот заместитель директора Отдела имеет в подчинении руководителя Департамента электроники и технологий, который руководит дочерними структурами Отдела — Службой радиоэлектронной разведки, Национальной организацией технических исследований и Службой электроники и технологий. Второй заместитель директора Отдела, должность которого называется «Генеральный директор по безопасности» (англ. Director General of Security), курирует деятельность Авиационного исследовательного центра и Бюро специальных служб.
Штаб-квартира Отдела расположена на улице Лодхи в Нью-Дели, помимо этого, сотрудники Отдела работают в ряде региональных штаб-квартир, включая зарубежные резидентуры. В штате Отдела, даже на оперативном уровне, служит значительное количество женщин.

## Руководители с 1968
| No. | Директор             | Вступление в должность | Уход с должности | Главные достижения |
| --- | -------------------- | ---------------------- | ---------------- | --- |
| 01  | Рамешвар Нат Као     | 1968                   | 1977             | Организатор RAW и Авиационного исследовательского центра • Война за независимость Бангладеш • Операция «Улыбающийся Будда» • Присоединение Сиккима • Совместные с ЦРУ операции радиоэлектронной разведки против КНР |
| 02  | K.Санкар Наир        | 1977                   | 1977             | Ушёл в отставку в знак протеста против понижения статуса главы RAW до директора вместо министра. |
| 03  | Н. Ф. Сантук         | 1977                   | 1983             | Служил при премьер-министрах Индире Ганди, Морарджи Десаи и Чаран Сингхе. |
| 04  | Гириш Чандра Саксена | 1983                   | 1986             | Взрыв индийского авиалайнера 23 июня 1985 • Операция «Голубая звезда» |
| 05  | С. И. Джоши          | 1986                   | 1987             | Во время его руководства статус директора RAW был вновь поднят до уровня министра. |
| 06  | А. К. Верма          | 1987                   | 1990             | Операция «Кактус» • Миротворческая операция на Шри Ланке |
| 07  | Д. С. Баджпаи        | 1990                   | 1991             | Операции против вооружённых сепаратистов. |
| 08  | Н.Нарасимхан         | 1991                   | 1993             | |
| 09  | Д. С. Беди           | 1993                   | 1993             | Руководил Отделом во время терактов в Бомбее 1993. |
| 10  | А. С. Сьяли          | 1993                   | 1996             | Уделял внимание надзору за экономическими преступлениями • Провёл мероприятия по набору и повышению квалификации кадров Отдела.                                                                                     |
| 11  | Ранджан Рой          | 1996                   | 1997             | Вёл переговоры о Базе ВВС в Фаркхоре. |
| 12  | Арвинд Дейв          | 1997                   | 1999             | Каргильская война • Испытание ядерного оружия Индии (1998) |
| 13  | А. С. Дулат          | 1999                   | 2000             | Переговоры с захватчиками самолёта IC 814 |
| 14  | Викрам Суд           | 13 декабря 2000        | 31 марта 2003    | Организатор Национальной организации технических исследований |
| 15  | С. Д. Сахай          | 1 апреля 2003          | 31 января 2005   | Реорганизация Авиационного исследовательского центра • Открытие новой штаб-квартиры Отдела исследований и анализа в Нью-Дели                                                                                        |
| 16  | Хормис Таракан       | 1 февраля 2005         | 31 января 2007   | Сыграл важную роль в создании Командования ядерными силами Индии. |
| 17  | Ашок Чатурведи       | 1 февраля 2007         | 31 января 2009   | Расследование терактов в экспрессе Самджхота • Против него выдвигались многочисленные обвинения в кумовстве и коррупции.                                                                                            |
| 18  | K.C.Верма            | 1 февраля 2009         | 30 декабря 2010  | Расследование терактов в Мумбаи 2008. |
| 19  | Санджив Трипати      | 1 января 2011          | 29 декабря 2012  | |
| 20  | Алок Джоши           | 30 декабря 2012        | 30 декабря 2014  | |
| 21  | Раджиндер Кханна     | 31 декабря 2014        | 31 декабря 2016  | Антитеррористическая операция в Мьянме (2015) |
| 22  | Анил Дхасмана        | 1 января 2017          | 29 июня 2019     | Авиационный удар по Балакоту |
| 23  | Самант Кумар Гоэль   | 1 июля 2019            | 30 июня 2023     | Отмена особого статуса Джамму и Кашмира |
| 24  | Рави Синха           | 1 июля 2023            | в должности      | |

Большинство директоров Отдела исследований и анализа были офицерами Полиции Индии. Р. Н. Као и Санкаран Наир во время британского колониального господства служили в имперской полиции, которая была переименована в IPS после провозглашения независимости Индии в 1947. Н. Ф. Санутк служил в ВМС Индии, в IPS и в администрации индийской пограничной службы. Викрам Суд служил в индийской почтовой службе и впоследствии перешёл в разведку. Дулат был сотрудником полиции, куда был переведён из Разведывательного бюро, К. С. Верма также бывший сотрудник Разведывательного бюро. Все директора Отдела являлись экспертами по Китаю или Пакистану, за исключением Ашока Чатурведи, который является экспертом по Непалу.